# 增强型短信服务
EMS为Enhanced Message Service的缩写，中文译为增强型短信服务。只能用于传送简单文字、图片和音乐。EMS通过使用多SMS信息的串行传输，扩大了数据量，从而满足EMS传输声音和图片等复杂的传输要求。具有EMS功能的手机大概在2001年上市。